# Sani
Sani är en ort i Burkina Faso.   Den ligger i regionen Boucle du Mouhoun, i den centrala delen av landet, 170 km väster om huvudstaden Ouagadougou. Sani ligger 302 meter över havet och antalet invånare är 1 434.
Terrängen runt Sani är platt. Runt Sani är det ganska glesbefolkat, med 38 invånare per kvadratkilometer.. Närmaste större samhälle är Siou, 9,2 km väster om Sani.
Omgivningarna runt Sani är en mosaik av jordbruksmark och naturlig växtlighet.